# Vilamarxant (kommunhuvudort)
Vilamarxant är en kommunhuvudort i Spanien.   Den ligger i provinsen Província de València och regionen Valencia, i den östra delen av landet, 280 km öster om huvudstaden Madrid. Vilamarxant ligger 114 meter över havet och antalet invånare är 6 730.
Terrängen runt Vilamarxant är platt.Runt Vilamarxant är det tätbefolkat, med 369 invånare per kvadratkilometer. Närmaste större samhälle är Paterna, 18,1 km öster om Vilamarxant. Trakten runt Vilamarxant består till största delen av jordbruksmark.